# Dječak
Dječak je mladi muškarac od djetinjstva do adolescencije kada postaje muškarac. Neki izvori navode da je to razdoblje od rođenja do odrastanja.
Proces kada dječak odraste i postane spolno zrela osoba uključuje nekoliko tjelesnih promjena koje se događaju (jačanje kostura i mišića, pojava dlake na svim dijelovima tijela, uključujući bradu, pojačano aktiviranje znojnih žlijezda itd.).